# Michael Mair
Michael Mair, né le 13 février 1962 à Brunico, est un ancien skieur alpin italien.

## Palmarès

### Jeux olympiques d'hiver
| Épreuve / Édition | Sarajevo 1984 |
| Descente          | 15e           |

### Championnats du monde
| Épreuve / Édition | Schladming 1982 | Bormio 1985 |
| Descente          | 10e             | 12e         |

### Coupe du monde
- Meilleur résultat au classement général : 10e en 1988
  - 3 victoires : 2 descente et 1 super-G

#### Différents classements en coupe du monde
| Saison / Épreuve | Saison / Épreuve | Général | Général | Descente | Descente | Géant  | Géant  | Super-G | Super-G | Combiné | Combiné |
| ---------------- | ---------------- | ------- | ------- | -------- | -------- | ------ | ------ | ------- | ------- | ------- | ------- |
| Saison / Épreuve | Saison / Épreuve | Class.  | Points  | Class.   | Points   | Class. | Points | Class.  | Points  | Class.  | Points  |
| 1982             | 1982             | 42e     | 29      | 21e      | 17       | -      | -      | -       | -       | 18e     | 12      |
| 1983             | 1983             | 21e     | 78      | 14e      | 48       | 18e    | 25     | -       | -       | 34e     | 5       |
| 1984             | 1984             | 42e     | 34      | 16e      | 34       | -      | -      | -       | -       | -       | -       |
| 1985             | 1985             | 26e     | 65      | 13e      | 46       | 32e    | 11     | -       | -       | 25e     | 8       |
| 1986             | 1986             | 11e     | 129     | 3e       | 92       | -      | -      | 19e     | 10      | 13e     | 27      |
| 1987             | 1987             | 16e     | 74      | 5e       | 82       | -      | -      | 30e     | 4       | -       | -       |
| 1988             | 1988             | 10e     | 108     | 2e       | 108      | -      | -      | -       | -       | -       | -       |
| 1989             | 1989             | 13e     | 89      | 7e       | 74       | -      | -      | -       | -       | 8e      | 15      |
| 1991             | 1991             | 88e     | 2       | 38e      | 2        | -      | -      | -       | -       | -       | -       |
| 1992             | 1992             | 107e    | 41      | 38e      | 41       | -      | -      | -       | -       | -       | -       |

#### Détail des victoires
| Édition / Épreuve | Descente    | Super-G              | Total |
| 1983              | -           | Madonna di Campiglio | 1     |
| 1986              | Val d'Isère | -                    | 1     |
| 1988              | Leukerbad I | -                    | 1     |
| Total             | 2           | 1                    | 3     |

## Arlberg-Kandahar
- Meilleur résultat : 5e place dans les descentes 1982 à Garmisch, 1985 à Garmisch et 1988-89 à Sankt Anton